# Parafia św. Józefa Oblubieńca w Sychowie
Parafia św. Józefa Oblubieńca w Sychowie – parafia rzymskokatolicka, znajdująca się w archidiecezji gdańskiej, w dekanacie Luzino.